# 데미캐넌
데미캐넌(demi-cannon)은 컬버린보다 크고 캐넌보다는 작은 중형 대포이다. 17세기 초에 개발되었다.

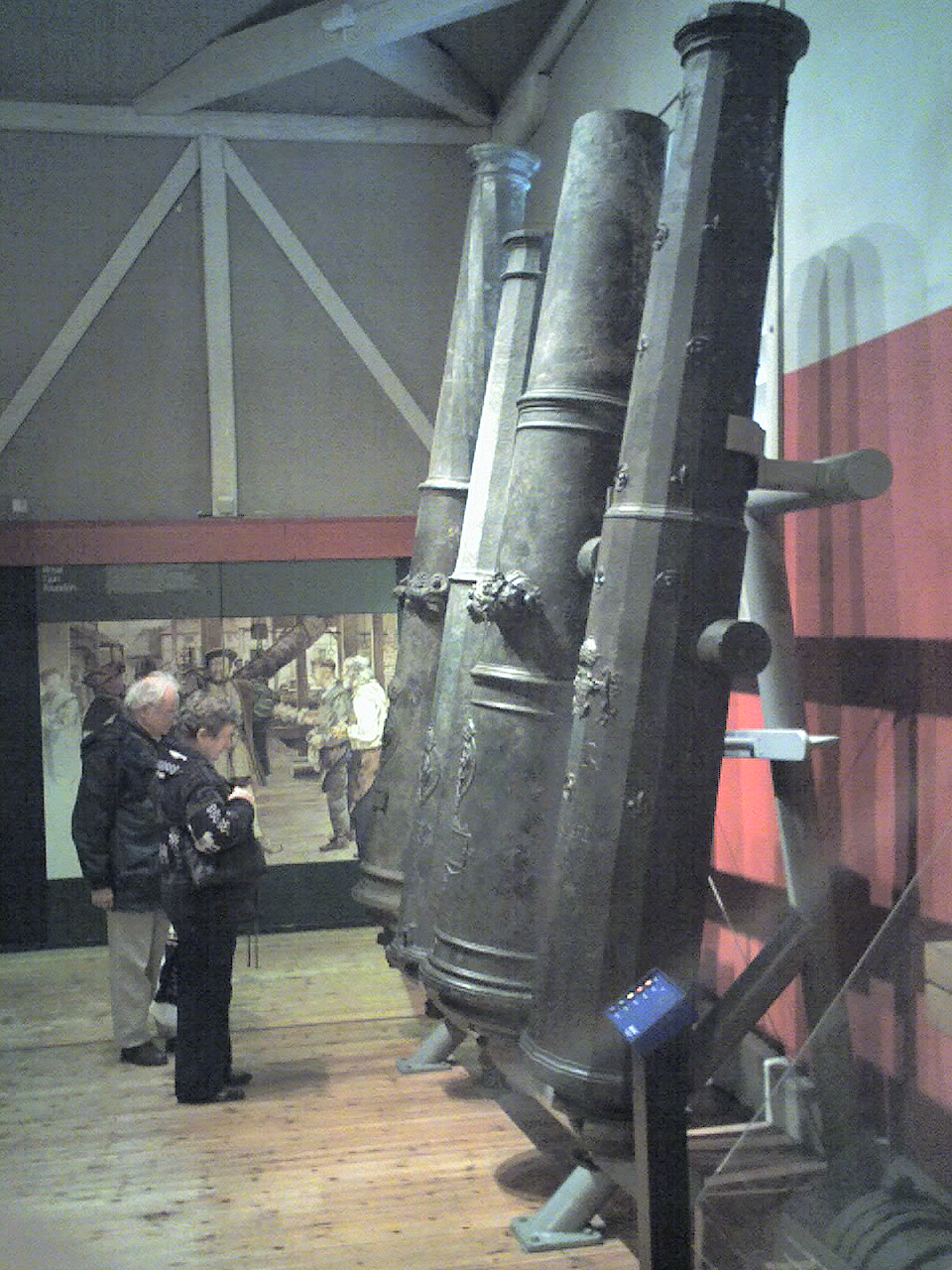
18세기 대포 레플리카. 앞의 두개는 데미캐넌이고, 뒤의 두개는 컬버린이다.

데미캐넌의 포신은 보통 11피트(3.4 미터) 정도였고, 구경은 6 인치(15.4 센티미터)에 무게는 5600 파운드(2540 킬로그램) 정도였다. 흑색화약 8 킬로그램으로 14.5 킬로그램짜리 구형 포환을 발사할 수 있었다. 유효 사거리는 약 1600 피트(490 미터)이다. 

32파운드 데미캐넌포는 18세기의 삼층갑판 전열함에까지 사용되었는데, 이런 군함은 100문 이상의 포를 장비했다. 해군용 데미캐넌은 위력은 강력했지만 조준이 부정확하여 적함에 최대한의 파손을 가하기 위해서 현측과 현측끼리 최대한 접근해야 했다. 때로는 적함의 전투력을 상실시키기에 한쪽 현측만으로는 불충분할 때도 있었다.

## 참고 자료
- Artillery through the ages